# Skyler Shaye
Skyler Anna Shaye, född 14 oktober 1986 i Los Angeles, Kalifornien, är en amerikansk skådespelerska. Hon är mest känd för rollerna som Cloe i Bratz: The Movie och Kylie i Superbabies: Baby Geniuses 2.